# Словотвір
Словотві́р (також деривація, морфологія слова) — розділ мовознавчої науки, що вивчає устрій слів і способи їх творення (лексичні одиниці за структурою і способом їх творення).

## Способи словотвору
Словотвір вивчає словотворення (деривацію), тобто утворення від наявних у мові, нових слів з іншим лексичним значенням:
1. За допомогою афікса (суфіксальний, префіксальний, суфіксально-префіксальний, безафіксний способи), префіксом: йти — за-йти, ви-йти, пере-йти, віді-йти, обі-йти, про-йти; суфіксом: -ов- — ліс-ов-ий; комбінаціями афіксів.
2. Шляхом словоскладання (гол-о-дранець) та словозростами (Велик-день).
3. Скороченнями (сіль-рада, кол-госп, УНР (чит. у-ен-ер)).

Як окремий спосіб словотвору вирізняють також субстантивацію (полонений-бранець) та адвербіалізацію (восени) і прономіналізацію, як морфологічно-синтаксичні засоби словотвору, з переходом слова до інших частини мови.
Нескладене слово може охоплювати такі морфеми (пере-пис-ува-ти; за-город-ній):
- кореневу (-пис-, -город-), зазвичай як носія загального лексичного значення;
- префіксальну (пере-, при-);
- суфіксальну (-ува-, -н-), що уточнюють значення слова і разом з кореневою морфемою, складають основу слова;
- флексійну, закінченнєву морфему -ий (подекуди й постфікс, напр., -ся і своєрідного суфікса інфінітива -ти), як носія граматичного значення слова, що визначає належність слова до ін. у реченні чи словосполученні.

Кількаскладне слово має дві або більше кореневих морфем: водо-гін, високо-думний, благо-словити (див. Словоскладання, Словозрости). Коренева морфема може поставати в кількох відмінах (бр-а-ти, бер-у, з-бир-ати, з-бор-и, з-бір), що є наслідком давніх словотвірних і фонетичних процесів (див. Чергування звуків).
Суфікси широко вживаються для словотворення іменників та прикметників, менше — дієслів. За призначенням, вони поділяються на:
- словотвірні, що утворюють нові слова (кар-а-ти, карайоний: кар-а);
- формотвірні, що утворюють граматичні форми і належать до засобів словозміни (для вищого ступеня прикметників і прислівників: гарн-іший, -іше, для дієприкметників і дієприслівників: твор-ен-ий, твор-ячи).

Наростки за частотою вживання:
- продуктивні, що вживаються далі для творення нових слів (-ач: вимик-ач, -ник: боліль-ник);
- непродуктивні, що даються виділити їх лише мовознавчим дослідженням (-р: да-р, -к: зна-к, -т: моло-т).

Дуже поширені наростки, для утворення емоційних форм слів (мат-ус-я, -усеньк-а, гарн-есеньк-ий, здоров-езн-ий, пс-иськ-о, паруб-ійк-а, див. Пестливі форми), вживані в іменах та прізвищах (Тимко, -цьо, -ченко, -чук, -чак, -цюра, -ченя).
З лексичних запозичень вичленовуються інколи нові наростки (-ущий: загреб-ущий, за церк. стражд-ущий; -унок: дар-унок, пор. рах-унок; -із-ація: яров-изація, пор. колон-ізація); також інтеграцією частини ін. наростка; благальн-ий, спершу звичайно в якомусь вужчому стилістичному призначенні. Число приростків порівняно невелике; більшість їх постає ще як прийменники; вони широко вживаються для створення дієслів і творення нових слів (пис-а-ти: ви-пис-а-ти, нерідко в сполученні з наростками) та при суперлятиві для творення нових граматичних форм (най-); для творення видів дієслова: (роб-и-ти: з-роб-и-ти); для розмовної мови притаманне додавання кількох приростків (по-поспати); запозичених приростків мало (ц.-слов. пре-багатий, грец. архі-дурень).
Абревіатурний тип слова, вживаний спершу в самвидаві (підпільній літературі — есер «соціал-революціонер», РУП), дуже поширився під час Першої світової війни і зрештою, у радянську добу був розповсюджений пресою й адміністрацією (сельбуд «сільський будинок», НКВС — ен-ка-ве-ес). Інфікси застосовуються для словотвору вигуків та в арго. Редуплікація як форма словозростів, уживана для вигуків (зокрема яким кличуть качок: тась-тась! у дитячій мові: ту-ту «трубка») й частках (ледве-ледве), виникла з повторень (довго-довго).

## Словотвір в українському мовознавстві
Словотвір досліджували: Роман Смаль-Стоцький, Василь Сімович, Ярослав-Богдан Рудницький, Овсій Ізюмов, Василь Ільїн, Іван Ковалик («Вчення про Словотвір», 1958, 1961), Лідія Юрчук («Питання суфіксального словотворення дієслів в сучасній українській мові», 1959), Теодозій Возний, Марія Плющ, Ю. Редько («Сучасні українські прізвища», 1966, «Довідник українських прізвищ», 1969), О. Шевчук, Л. Коць, Н. Клименко та в діахронному перекрої А. Майборода, В. Токар, Н. Зарицький, М. Чемерисов, Лукія Гумецька («Нарис словотворчої системи української актової мови 14—15 століть», 1958), Віталій Русанівський («Структура українського дієслова», 1971) та ін.

## Основні поняття словотвору. Структура слова
Усі слова нашої мови можна поділити на слова з непохідними основами (від яких утворюються інші слова) та слова з похідними основами. Під основою прийнято розуміти частину слова без закінчення (колір…). Непохідні основи мають у своєму складі лише корінь, похідні — ще й хоча б один словотворчий афікс (префікс, суфікс, постфікс).
- Слова з непохідними основами: ліс, сад, море, поле, літо, синій, чорний, п'ю.
- Слова з похідними основами: перелісок, садівник, заморський, польовий, літній, посиніти, зчорнітися, допити.

Префікси, корені суфікси, закінчення (словозміни) та постфікси називаються значущими частинами слова, або морфемами. Префікс (від лат. prae — попереду та fixus — прикріплений) — значуща частина слова, яка стоїть перед коренем і призначена для творення нових слів чи нових форм. Наприклад:
- казати — сказати, наказати, переказати, підказати, доказати, вказати;
- сумнівний — безсумнівний; миліший — наймиліший.

Корінь — це спільна частина споріднених слів. Наприклад, для споріднених слів сад, садок, садівник, садовий — коренем є спільна частина -сад-; для ходити, заходити, перехід, вхід, вихід — частина -ход- (-хід- у закритому складі).
Суфікс (від лат suffixus — прикріплений) — значуща частина слова, яка стоїть після кореня і призначена для творення нових слів чи нових форм. Наприклад: малий — маленький, малесенький, малюсінький; трава — травинка, травиця, травиченька; погойдати — погойдувати, чорний — чорніший. Суфікси бувають матеріально вираженими та нульовими. Наприклад: син-яв-а і синь.
Закінчення — це змінна морфема, яка розташована після суфікса або кореня (у непохідних основах) і слугує для зв'язку слів між собою. Нульове закінчення позначається 0: наприклад: кохання, швидкий, мужність, малює.
Постфікс (від лат: postfixus — прикріплений після) — значуща частина, що міститься після закінчення і застосовується для творення нових слів чи нових форм (графічне позначення таке ж, як і суфікса). Наприклад: бити — битися, скажи — скажи-но.
Процес творення нових слів у мові, має назву словотворення. Нові слова утворюються на основі вже існуючих. Слово, яке слугує основою для утворення іншого, називається твірним. Наприклад, для іменника правдивість твірним словом, є прикметник правдивий, а для правдивий — іменник правда; для прикметника ялинковий твірним словом, є іменник ялинка, а для ялинка — іменник ялина.
Твірною основою є та частина твірного слова, яка входить до складу нового (похідного) слова (водночас флексія до уваги не береться). Наприклад: правдивість — правдивий — правда, ялинковий — ялинка — ялина, преніжний — ніжний. Твірною основою може бути і ціле твірне слово. Так, у наведених прикладах твірні слова і твірні основи збігаються: передивитися — дивитися, накреслити — креслити, підрозділ — розділ, хористка — хорист — хор, надзвичайно — звичайно.
Низка спільнокореневих слів, розташованих відповідно до послідовності їхнього творення, називається словотворчим гніздом. Наприклад: плід — плідний — плідник — плідниковий; газета — газетяр — газетярство; чорний — чорніти — почорніти — почорніння.

## Способи словотворення в українській мові
Нові слова здебільшого, утворюються за допомогою словотворчих афіксів. Словотворчий афікс — це префікс, суфікс чи постфікс, який приєднується до твірної основи для створення нового слова. Класифікацію способів словотворення, спрощено можна зобразити так:
- Префіксальний спосіб — спосіб творення слів за допомогою словотворчих префіксів: заходити — ходити, перенавантаження — навантаження, прехороший — хороший, безвідповідально — відповідально. Особливістю префіксації є те, що префікс приєднується не до основи, а до граматично оформленого слова, завдяки цьому похідні слова, утворені префіксальним способом, належать до однієї й тієї самої частини мови, що й мотивуючі (твірні)[2].
- Суфіксальний спосіб — спосіб творення слів за допомогою словотворчих суфіксів: холодненький — холодний, дубок — дуб, вітерець — вітер, читання — читати, молодість — молодий, золотий — золото, велич ― великий.
- Префіксально-суфіксальний спосіб — спосіб творення слів шляхом одночасного приєднання до твірної основи словотворчих префіксів і суфіксів: надбрівний — брова, безмежний — межа, затишок — тиша, безсилий — сила[3].
- Постфіксальний спосіб — спосіб творення слів шляхом приєднання до твірної основи словотворчих постфіксів: битися — бити, миритися — мирити.
- Префіксально-постфіксальний: розійтися — іти, приблудитися — блудити.
- Суфіксально-постфіксальний: лінуватися — лінь, здороватися — здоров(ий).
- Суфіксально-префіксально-постфіксальний: прибіднятися — бідний, змилостивитися — милостивий.
- Безафіксний спосіб (відкидання значущих частин) — це спосіб творення слів шляхом укорочення (усічення) твірного слова: відхід — відходити, закид — закидати, зелень — зелений.
- Основоскладання — спосіб творення слів шляхом поєднання твірних основ кожного зі слів, що входять до базової сполуки — підрядної чи сурядної. Наприклад: хмарочос — хмари чесати, життєпис — життя писати, хвилеріз — хвилі різати, лісостеп — ліс і степ, синьо-жовтий — синій і жовтий, кисло-солодкий — кислий і солодкий. Словотворчим афіксом у таких випадках виступає інтерфікс — морфема, яка сполучає твірні основи. Цей спосіб творення може супроводжуватися суфіксацією: правосторонній — права сторона, однобічний — один бік, сільськогосподарський — сільське господарство. Потрібно пам'ятати, що прикметники, утворені на основі сурядної сполуки слів, пишуться через дефіс (блакитно-синій, студентсько-викладацький, науково-технічний, мовно-літературний), а прикметники, утворені на базі підрядної сполуки — разом (народногосподарський, лівобережний, важкоатлетичний, західноукраїнський). Складання може відбуватися і без інтерфікса (всюдихід — всюди ходити). Окремо вирізняють складання слів: батько-мати — батько і мати, хліб-сіль — хліб і сіль, мед-пиво — мед і пиво, срібло-золото — срібло і золото, туди-сюди — туди і сюди. Слова, утворені способом складання, називаються складаними. Одним із різновидів складаних слів, є складноскорочені слова (абревіатури). Вони можуть утворюватися: — складанням частин кожного із твірних слів, що входять до базового словосполучення: завмаг — завідувач магазином; — складанням частини твірного слова і цілого твірного слова: держадміністрація — державна адміністрація, медсестра — медична сестра; — складанням назв початкових букв твірних слів: УТН — Українські телевізійні новини, ЛПУ — Ліберальна партія України; — складанням початкових звуків твірних слів: загс — запис актів громадянського стану, ДЕК — державна екзаменаційна комісія; — складанням початкових частин і звуків, букв, цифр тощо: облвно — обласний відділ народної освіти, Ан-12 (Антонов — прізвище авіаконструктора).
- Морфолого-синтаксичний спосіб — це спосіб творення слів, коли нове слово утворюється внаслідок переходу з однієї частини мови в іншу. Наприклад: операційна (перехід прикметника в іменник), завідувач (перехід дієприкметника в іменник), коло хати (перехід іменника в прийменник).

У сучасній українській мові існують такі способи переходу слів з однієї частини мови в іншу: субстантивація, ад'єктивізація, прономіналізація, адвербіалізація, нумералізація та інтер'єктивація.
- Субстантивація — це перехід слів з інших частин мови в іменники, здебільшого з прикметників і дієприкметників. Пор.: зійшов молодий місяць; до хати увійшов молодий. У першому реченні молодий є прикметником і відповідає на питання (який?), виконує синтаксичну роль означення. У другому реченні молодий є іменником, відповідає на питання (хто?), виконує синтаксичну роль підмета.
- Ад'єктивізація — це  перехід дієприкметників у прикметники. Наприклад, сидяча робота. У такому словосполученні слово сидяча є прикметником.
- Прономіналізація — це перехід інших частин мови в займенники. Повністю переходять у займенники деякі повнозначні частини мови, а саме: — Числівники. Наприклад, їхала одна скупа пані: одна в значенні якась. Ми не одні: не одні в значенні не самі. Ні один у поході не відстав: ні один у значенні ніхто. — Прикметники. Наприклад, я побачив цілий світ: прикметник цілий у значенні займенника весь. — Іменники. На брата по яблуку: На брата в значенні на кожного.
- Адвербіалізація — це перехід змінюваних частин мови в прислівники. Наприклад, перехід іменників у прислівники. Милуюся я цією козацькою стрілою. Він вилетів із хати стрілою (тобто дуже швидко). Іменник стрілою (чим?) у прислівник стрілою (як?). Іменник ранком (чим?) у прислівник ранком (коли?), водночас іменники втрачають здатність відмінюватися і стають незмінними словами.
- Нумералізація — це перехід змінних частин мови в числівники. Нумералізується іменник раз. Порівняйте: два рази, кілька разів (тут у значенні іменника) — спізнився тільки раз (тут у значенні числівника).
- Інтер'єктивація — це перехід у вигуки змінних частин мови. Матінко! Який світ чудовий! (перехід іменника у вигук). Прощавайте! (перехід дієслова у вигук).

## Поняття про словотвірний аналіз слова
Словотвірне дослідження — це встановлення способу словотворення аналізованого слова, тобто визначення твірної основи та словотворчих афіксів: атомний — атом + н, розпорошений — розпорошити + ен, пізно — пізній + о. Повний словотвірний аналіз, передбачає виокремлення і первісної основи низки слів: лісівництво, лісівник, лісовий, ліс.